# A Budai-hegység geológiája
A Budai-hegység a Dunántúli-középhegység egyik kistája, a Dunazug-hegyvidék része. Hegyeinek egy része Budapest budai oldalán található, ezenkívül a hegységhez tartozik még Nagykovácsi, Páty és Telki község is. A hegységet északról a Pilis, keletről a Duna, délről Budaörs és a Budakeszi-medence, nyugatról a Zsámbéki-medence határolja. A hegység több százmillió év alatt jött létre.

## Triász

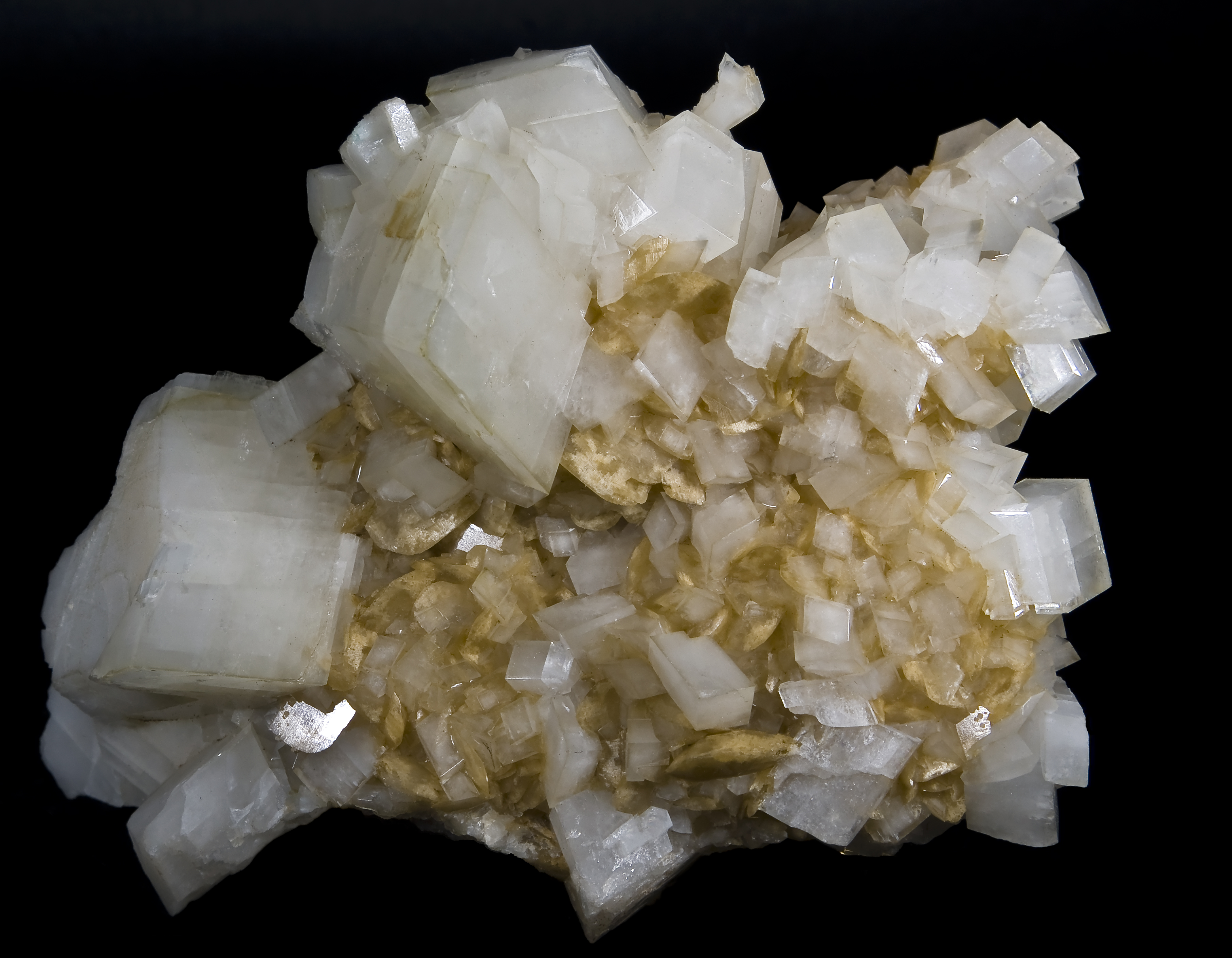
Dolomit

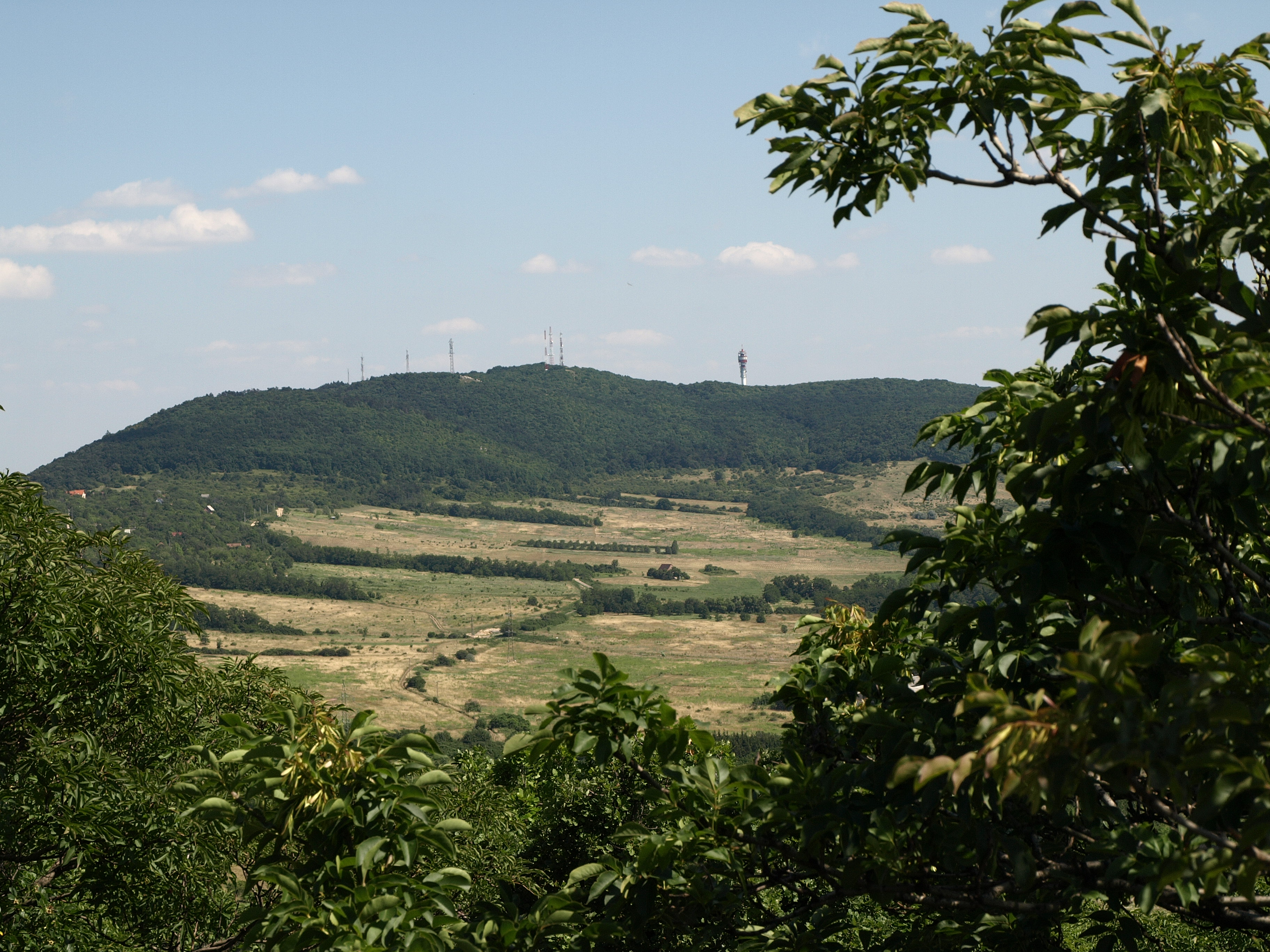
A Hármashatár-hegy

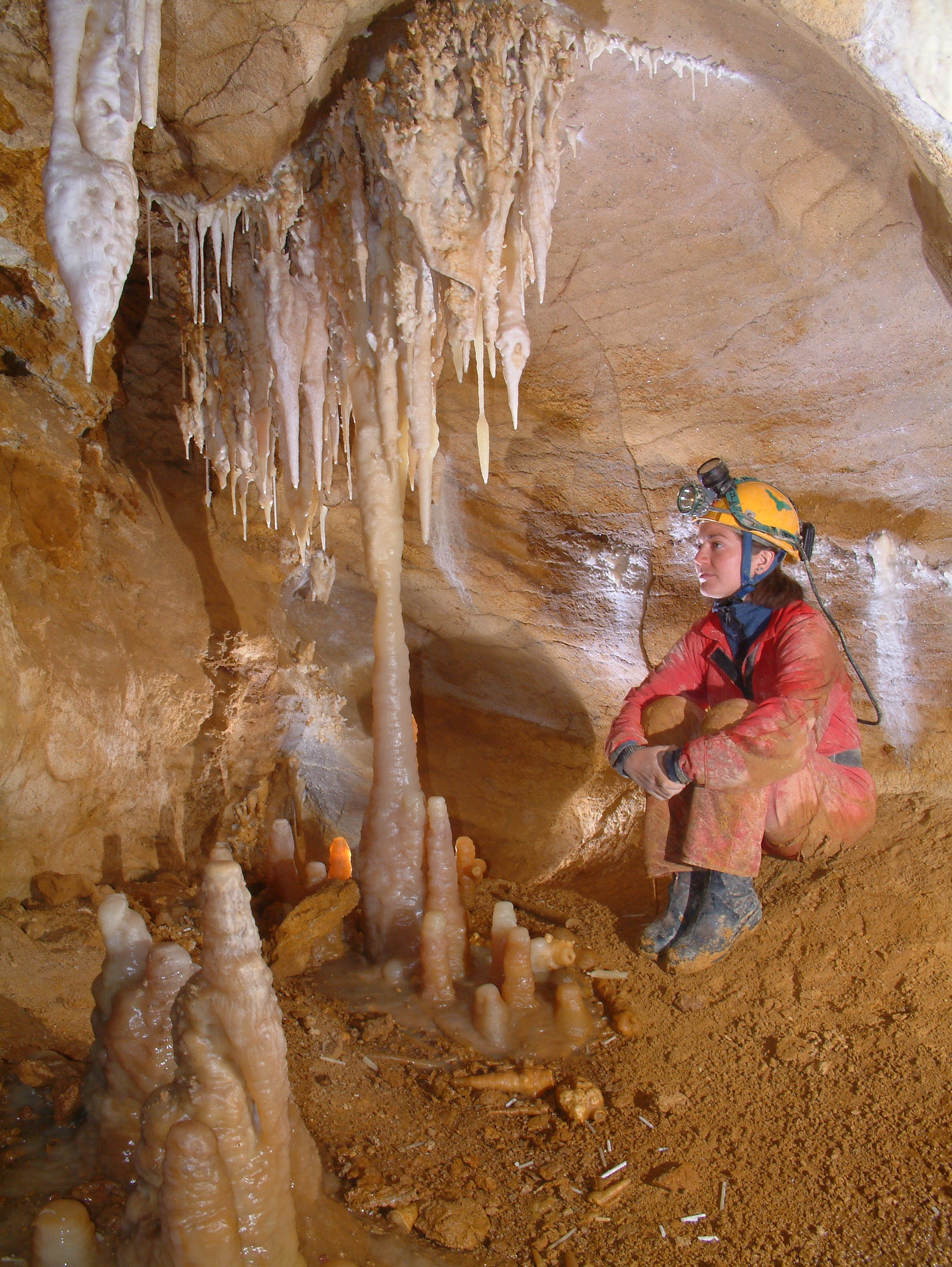
A Pál-völgyi-barlangrendszer

A földtörténeti középidő triász időszakában, körülbelül 200-240 millió éve az akkori trópusi tengerekben gazdag volt az élővilág. A tenger fenekére sok tízmillió éven át több száz és ezer méter vastagságban rakódott le az algák, valamint az egysejtűek által kiválasztott mésziszap. Ebbe a rétegbe kagyló- és csigahéjak is beletemetődtek. Idővel mindez kemény kőzetté szilárdult, és kétféle kőzet jött létre belőle: kalcium-karbonátból álló mészkő és a tengervíz magnéziumtartalmát magába építő dolomit.
A Budai-hegységben a triász mészkő leggyakoribb változata a fehér vagy világosszürke színű dachsteini mészkő. A hegységbeni leglátványosabb előfordulási helyei a Remete-szurdok oldalában, a Fazekas-hegyen és a Fekete-fejen vannak. Ez a mészkő igen tiszta, ezért régen mészégetéshez bányászták.
A dolomit a Zsíros-hegy és a Nagy-Szénás csoportjában gyakori, de megtalálható a Sváb-hegyen, a János-hegyen, a Gellért-hegyen és a Sas-hegyen is. Egy jellegzetes, mészalgák maradványaiból álló változata látható a Csíki-hegyekben, szaruköves változata pedig a Hármashatár-hegy vonulatában, főleg a Csúcs-hegy környékén. A dolomit könnyen töredezik, aprózódik és porlódik. A porló, sárga dolomitot, az úgynevezett kőport sok évszázadon át bányászták, és súrolóporként árusították. A durvaszemű murvát pedig sétautak behintésére használták. A mészkő- és dolomitbányászat természetvédelmi okokból már megszűnt, a régi kőfejtők közül sokat feltöltöttek és beültettek.
Ez a triász időszaki mészkő- és dolomitösszlet leülepedése után mintegy 100-150 millió évvel, már megszilárdulva északra sodródott a lemeztektonikai mozgások következtében, majd részekre darabolódott, amik több helyen zsindelyszerűen egymásra torlódtak. A kőzetek ilyen egymásra torlódása főleg a Hármashatár-hegyen figyelhető meg.
A triász utáni több mint 100 millió éves időszakból a Budai-hegységben nem maradtak fenn tengeri üledékek, ezért egyesek azt valószínűsítik, hogy a vidék akkoriban szárazulat lehetett.

## Eocén
A földtörténeti eocén korban, mintegy 50-60 millió évvel ezelőtt azonban újra tenger borította a területet. Az ennek mészkőüledékéből keletkezett mészkő jobbára nummuliteszek (óriásira nőtt egysejtűek) kis pénzérmékre emlékeztető lapos mészházaiból áll. Ilyen nummuliteszes mészkőt régen a Mátyás-hegyen, a Pál-völgyben, a Szép-völgyben és a Kecske-hegyen fejtettek, de megtalálható a Hármashatár-hegy-Szarvas-hegy vonulatában is, és a Kis-Sváb-hegyen.
Ennek az eocén időszaknak a másik üledékes kőzete a márga, aminek az egyik változata, a briozoás márga (amit egykori tengeri mohaállatkák maradványairól neveztek el), a Hármashatár-hegyen lelhető fel sok helyen. Másik változata a budai márga, ami a Rózsadombon jelenik meg a felszínen, de a Várhegy alapja is ebből épül fel.

## Oligocén
Az oligocén korszakból, 30 millió évvel ezelőttről két kőzet lelhető fel a Budai-hegységben. Az egyik a jellegzetesen rücskös felületű hárshegyi homokkő, aminek a szemcséi között gyakran látni kisebb-nagyobb fehér kvarckavicsokat vagy fekete kovakő darabokat. A homokot és a kavicsszemeket többnyire kovasav kötötte össze, így ez a kőzet igen kemény. A Nagy-Hárs-hegyen ez a sötétebb színű homokkő a világos színű dachsteini mészkőre rakódott rá.
A másik oligocénban keletkezett kőzet az agyag, ami főleg a Hármashatár-hegy vonulatának Duna felé néző oldalát borítja, de az Ördög-árok alján is megtalálható. Az ókor óta ismert óbudai lelőhelyéről kiscelli agyag a neve. Már a rómaiak is felhasználták téglagyártásra, de ezt használták az óbudai téglagyárak is.

## Miocén
A miocénban a tenger egyre inkább visszahúzódott, vízéből előbb szürkésfehér lajta mészkő, majd fehér színű, durvább szarmata mészkő rakódott le.
Ezen eseménysorok után a függőleges kéregmozgások elmozdulásokat hoztak létre, rögökre tördelték a kialakult kőzetrétegeket. A korábbi vízszintes nyomások, majd a függőleges mozgások hatására a karbonátos alapkőzetek, a mészkő és a dolomit teljes tömegükben repedezettekké váltak és törési síkok alakultak ki bennük. A repedések és törések következtében lehetővé vált a csapadékvíz leszivárgása és áramlása, ami üregeket, barlangokat hozott létre. A kőzetekben áramló karsztvizek mindig a hegység legmélyebben elhelyezkedő völgytalpában, hegylábakon, a folyó szintjében törtek a felszínre.

## Jégkorszak
A budai hévforrásokból fakadó vizek nagy része nagy távolságban hullott le csapadékként, majd beszivárogva, a dolomit és a mészkő repedésein áthatolva, a hosszú megtett út során felmelegedve tör fel a hegyek Duna partjánál lévő lábánál. A vizek útjuk során a kőzetekből kioldódott mész egy részét a felszínen lerakták, így alakultak ki a források előtti Duna-parti hegylábakon mindössze néhány százezer éve a Budai-hegység legfiatalabb kőzete, a forrásmészkő, más néven édesvízi mészkő. A jégkorszak szelei a hegyek szélárnyékos oldalára helyenként vastag porréteget terítettek, így keletkezett a lösz, ami főleg Budakeszi környékén jelentős vastagságú.
A Budai-hegység az évmilliók során lassan kiemelkedett, a Duna viszont ezzel párhuzamosan folyamatosan bevágta a medrét. A Duna bevágódását követték a folyó mindenkori szintjében fakadó hegylábi források, amik így egyre újabb helyeken egyre újabb mészkőrétegeket raktak le. Így a Duna-parti mészkő- és dolomithegyek (például a Gellért-hegy) oldalában különböző magasságokban elhelyezkedő forrásmészkő maradványok bizonyítják a hegység folyamatos kiemelkedését és a Duna völgyének folyamatos bevágódását.
A Várhegy alapkőzetére is 8-10 méter vastag forrásmészkő rakódott, ezzel jelezve, hogy ez a ma szigetszerű domb valaha a Gellért-hegy-Nap-hegy tömegének Duna menti hegylába volt. Ehhez hasonló édesvízi mészkőrétegek és ezek maradványai találhatóak a Nap-hegyen, Sváb-hegyen, a kiscelli párkánysíkon, az Ürömi-hegyen és a Hűvösvölgy oldalában is.
A Dunán kívül a többi vízfolyás is mélyebb medret vágtak, például az Ördög-árok patakja. Ez leválasztotta a Gellért-hegy-Nap-hegy lábáról a Várhegy rögét, így ez tanúhegyként őrizte meg az ősi Duna-parti hegylábfelszínt. A hegy fennsíkja azt is tanúsítja, hogy ezalatt az idő alatt mennyit emelkedtek a budai hegyek a Duna vízszintjéhez viszonyítva.

## Barlangok
A hegység kiemelkedése és a Duna bevágódása miatt a források más fakadási szintre helyeződtek át, így más, már alacsonyabb szinten újabb vízvezető járatüregek alakultak ki, a magasabb szintre emelkedett régebbi üregek pedig szárazak lettek.